# Disembolus hyalinus
Disembolus hyalinus là một loài nhện trong họ Linyphiidae. Loài này được phát hiện ở Canada.